# Jon Stålhammar (politiker)
Jon Adam Stålhammar (i riksdagen kallad Stålhammar i Salshult), född 10 januari 1811 i Stenbrohult, Kronobergs län, död 13 december 1907 i Stenberga församling, Jönköpings län, var en svensk militär och riksdagspolitiker. Han var far till Carl Adam Stålhammar.
Stålhammar blev fanjunkare vid fem års ålder i Smålands dragonregemente. I vuxen ålder blev han fänrik vid Kalmar regemente 1831, löjtnant 1839 och kapten 1850. Stålhammar fick avsked från regementet och blev major i armén 1865. Han var som riksdagsman ledamot av riksdagens första kammare för Jönköpings läns valkrets 1866–1870 och suppleant i Bankoutskottet 1868–1870. Stålhammar fick avsked ur armén 1885. Han var godsägare (Salshult med flera egendomar) och kommunalman.